# Бульвар Академіка Вернадського
Бульва́р Акаде́міка Верна́дського — бульвар у Святошинському районі міста Києва, перетинається з місцевостями Святошин, Академмістечко та Авіамістечко. Пролягає від Берестейського проспекту до проспекту Академіка Палладіна.
Прилучаються вулиці Депутатська, Сільська, Степана Чобану, Улицька, Гетьмана Кирила Розумовського, Академіка Доброхотова, Академіка Кримського, Максима Залізняка, Омеляна Пріцака і Мирослава Поповича.

## Історія
Бульвар виник у 30-х роках XX століття під назвою Нова вулиця. На карті 1935 року позначений як Біличанська дорога.
Перші багатоквартирні будинки (№ 10, 12, 14) почали зводити в Авіамістечку в 1940 році.
У 1944 році набув назву (2-га) Піонерська вулиця, 1955 року отримав назву Артеківська вулиця, до її складу увійшла Піонерська і 254-та Нова вулиці, з 1963 року — вулиця Вернадського, пізніше назва була уточнена на вулицю Академіка Вернадського. Сучасна назва на честь українського і російського вченого Володимира Вернадського з 1973 року.
За часів СРСР на деяких будинках помилково встановили адресні таблички з написом проспект Академіка Вернадського.
Назву вулиця Вернадського до 1963 року носила також вулиця Чорних Запорожців.
На початку бульвару у 1981 році був відкритий пам'ятник Володимиру Івановичу Вернадському. У кінці бульвару розташовані виходи станції метро «Академмістечко».
Має усі ознаки бульвару — на всій протяжності посередині існує бульварна зона.

## Установи та заклади
- 28 — Київський інститут Інженерних вишукувань і досліджень "ЕНЕРГОПРОЕКТ"
- 32 — Спортивний комплекс «Наука» з тенісними кортами та футбольно-регбійним стадіоном. Фасад декорований мозаїчним панно Галини Зубченко і Григорія Пришедька «Рух» (1969);
- 36 — Інститут металофізики імені Г. В. Курдюмова НАН України, Київський академічний університет;
- 36-б — Інститут магнетизму НАН України та МОН України;
- 42 — Інститут колоїдної хімії та хімії води імені А. В. Думанського НАН України;
- 63-а — ЖЕК № 812;
- 79-а — АТС-422, 423, 424 Центру телекомунікаційних послуг № 1 ВАТ «Укртелеком».

## Культові споруди
- 85-а — Храм-каплиця Миколи Святоші;

## Зображення

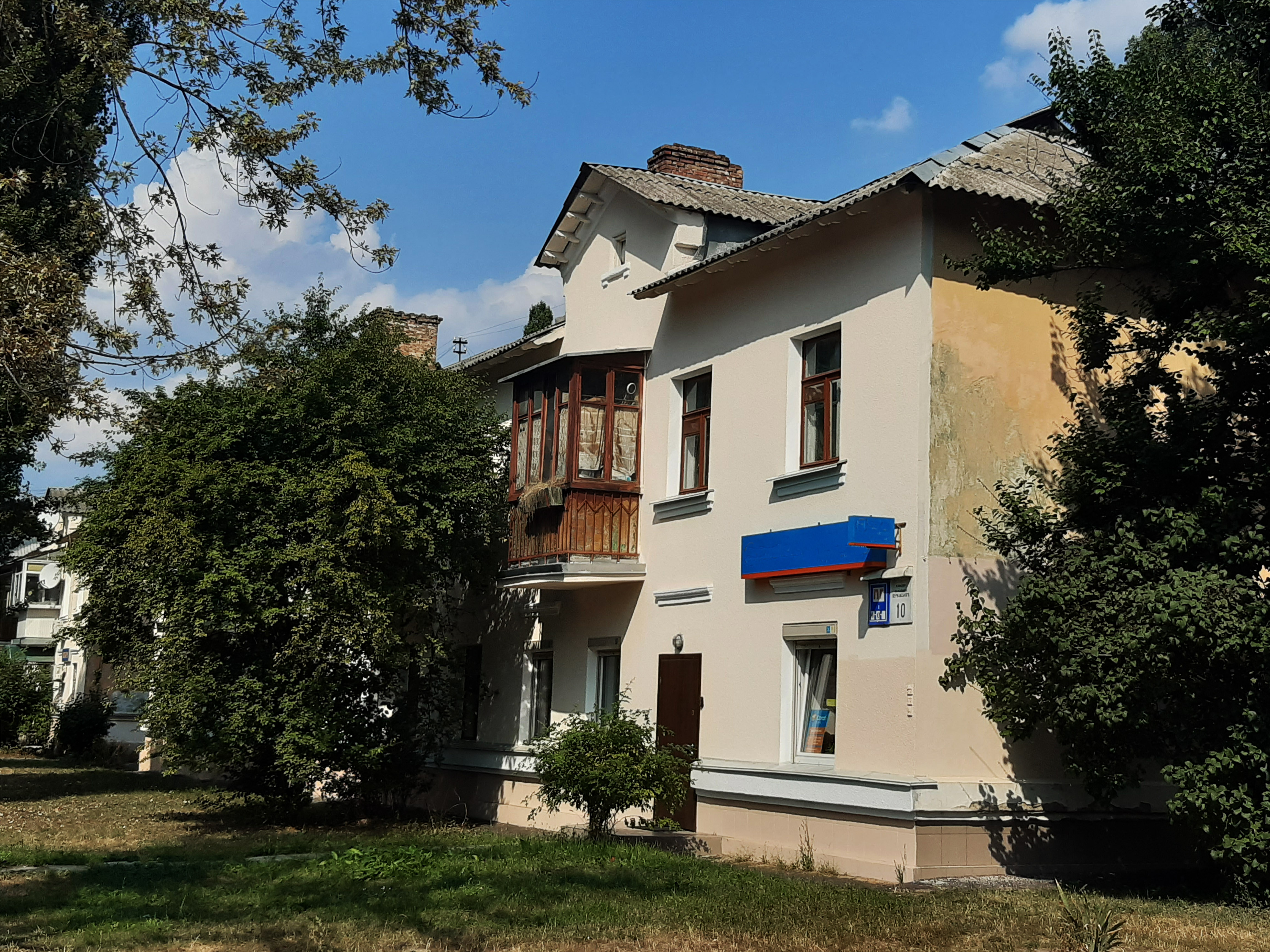
Будинок № 10 (1940 року) — перший багатоквартирний будинок в Авіамістечку
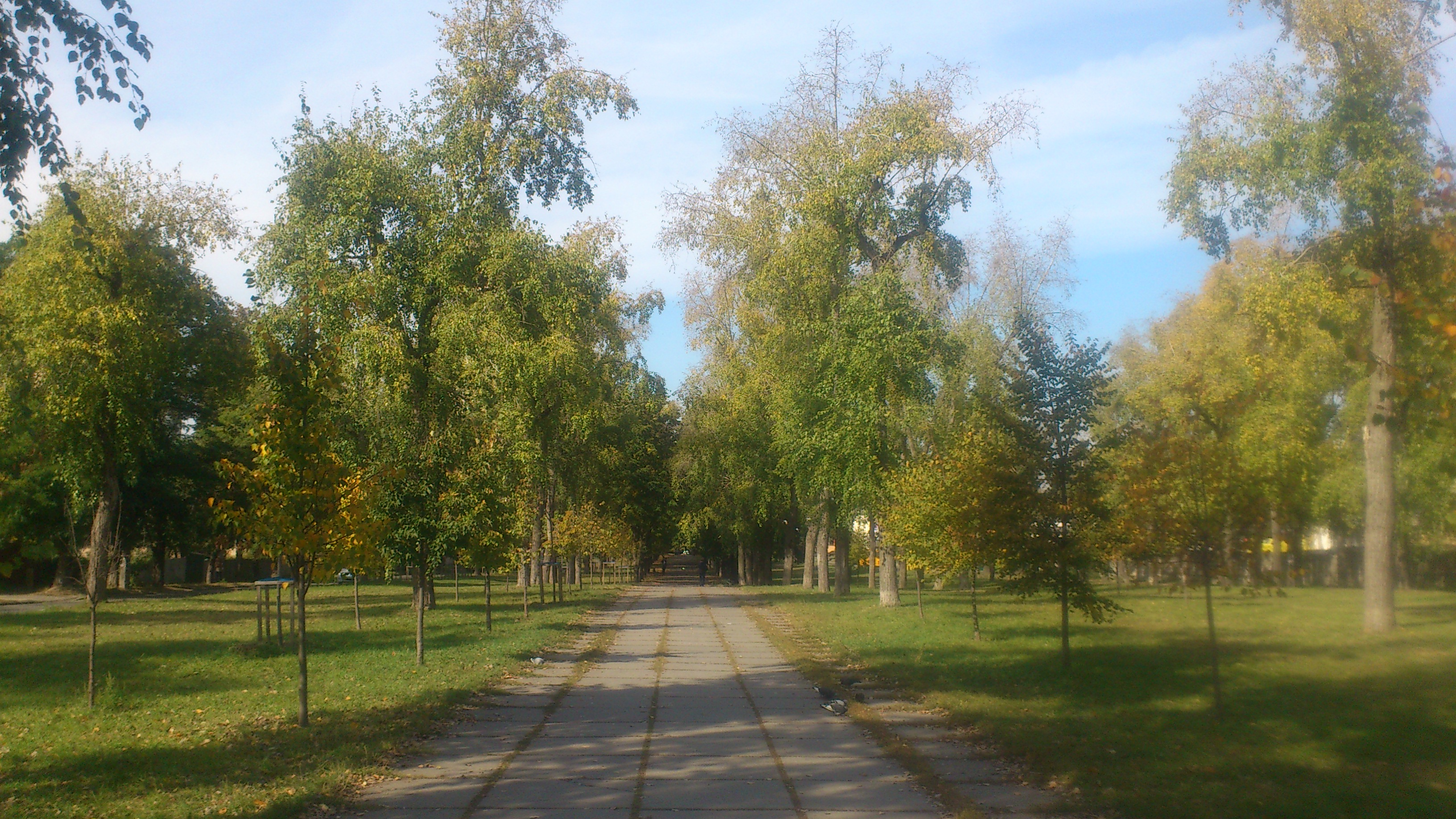
Бульварна зона на бульварі Академіка Вернадського
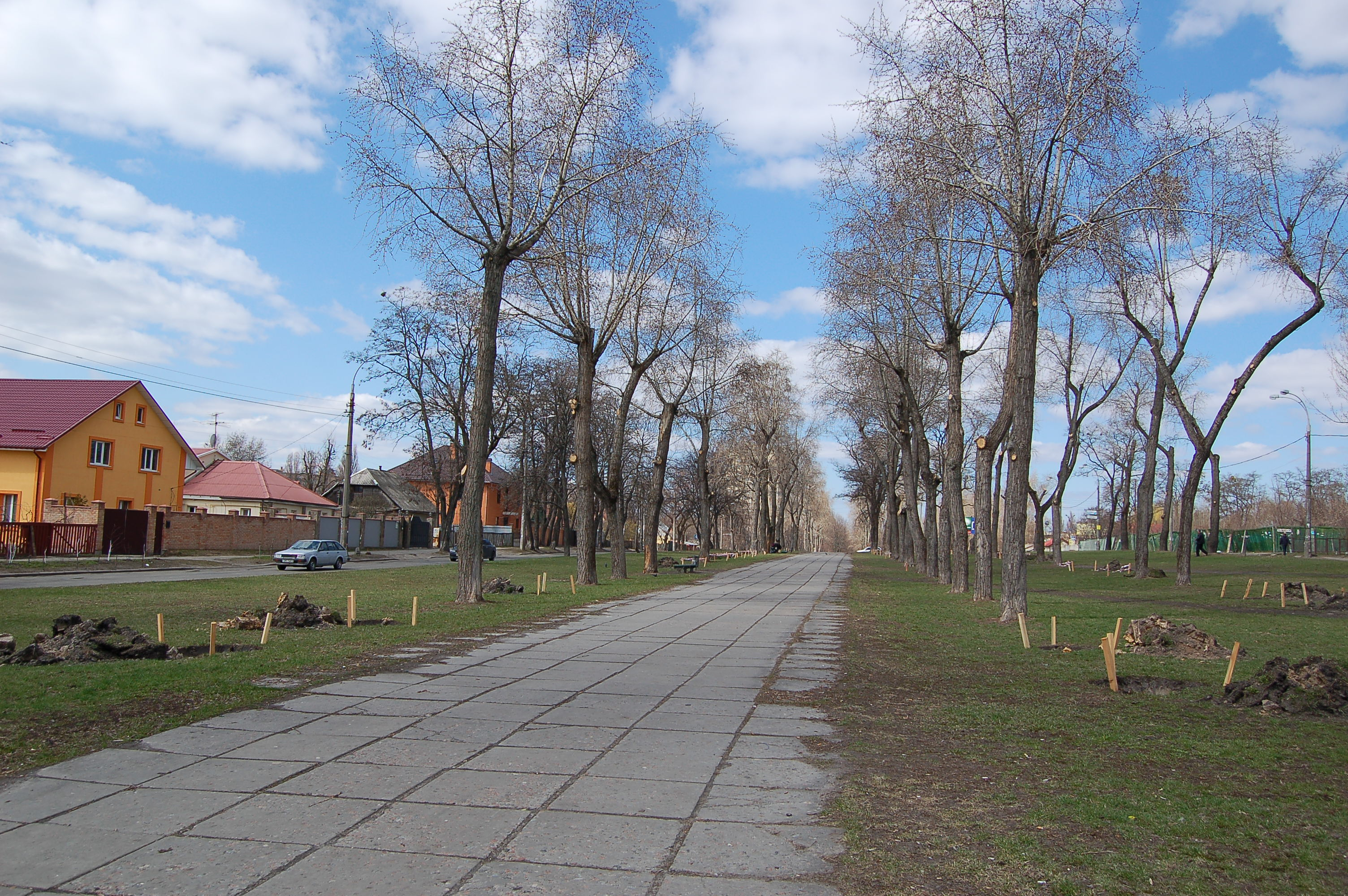
Бульвар Академіка Вернадського у середній частині
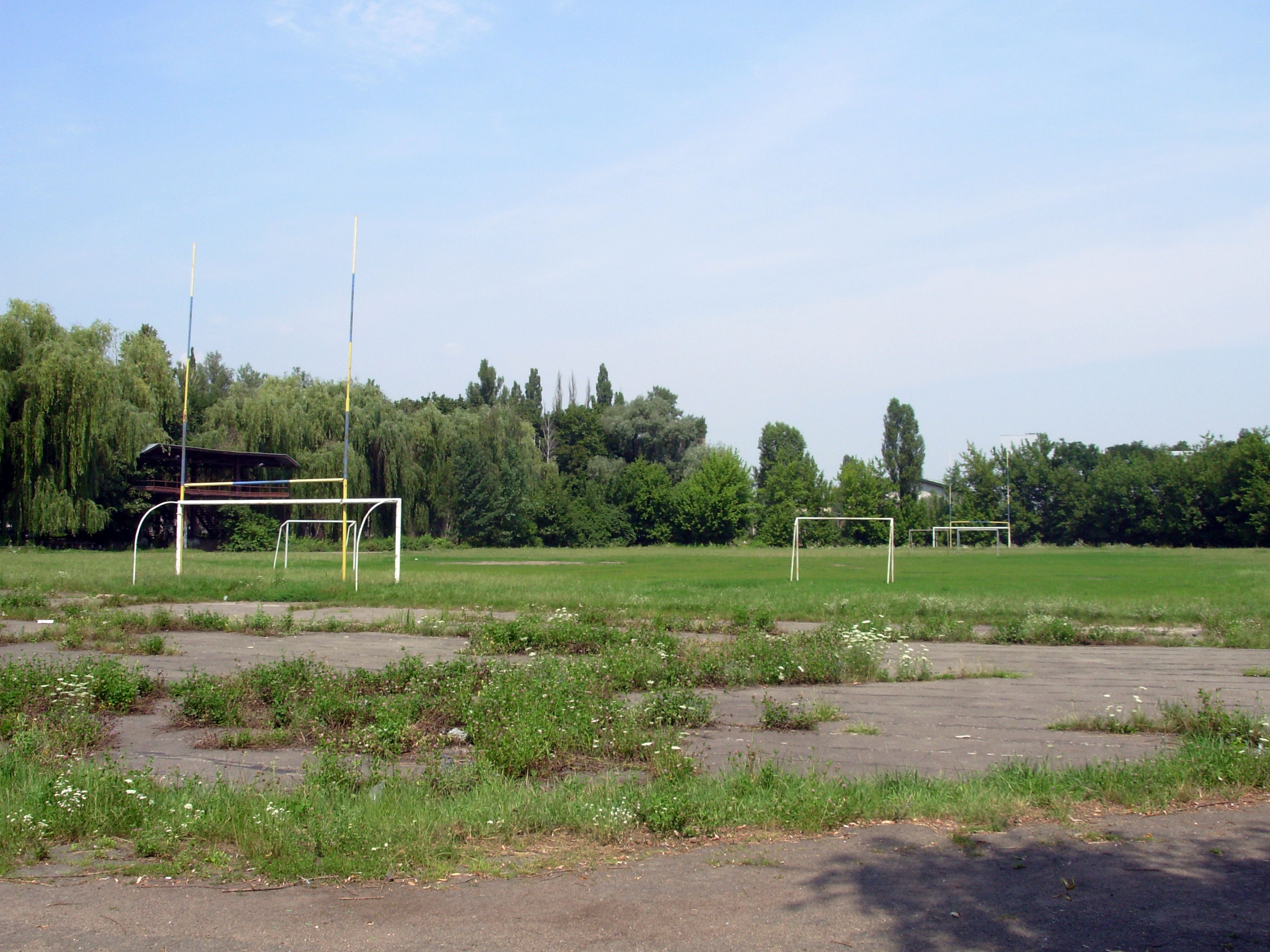
Футбольно-регбійне поле спортивного комплексу «Наука» (будинок № 32)
Мозаїчне панно «Рух», спорткомплекс «Наука»
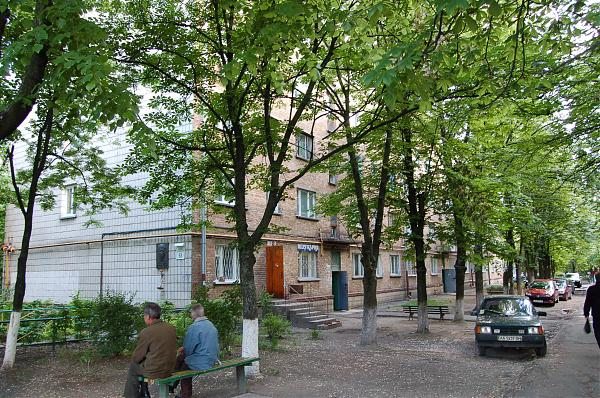
Будинок № 61, у якому жив Василь Стус

Пам'ятник Академіку Вернадському на початку бульвару
Меморіальна дошка на будинку № 34/1
Меморіальна дошка на будинку № 34/1
Меморіальна дошка на будинку № 34/1
Меморіальна дошка на будинку № 36
Меморіальна дошка на будинку № 36
Меморіальна дошка на будинку № 36
Меморіальна дошка на будинку № 36
Меморіальна дошка на будинку № 36
Меморіальна дошка на будинку № 42
Меморіальна дошка на будинку № 61